# 孙锂华
孙锂华（1984年5月22日—），中国女演员，祖籍江苏南京，出生于江苏省南京市，后移居上海，上海戏剧学院表演系毕业。

## 生平
- 1999-2002年，上海市青浦高级中学。
- 2002-2006年，上海戏剧学院表演系本科。

## 影视作品
- 2004年 电视剧 《第一次亲密接触》饰 轻舞飞扬
- 2005年 电视剧 《神雕侠侣》 饰 完颜萍
- 2006年 电视剧 《高纬度战栗》 饰 曹楠
- 2006年 电视剧 《老鼠爱大米》 饰 赵人美
- 2006年 电影 《谭老板》饰 葛慧敏
- 2007年 电视剧《追》 饰 林静
- 2008年 电视剧 《鹿鼎记》饰 蕊初
- 2008年 电视剧 《美丽人生》饰 小美
- 2009年 电影 《武功山别恋》饰 丁小荷
- 2009年 电影 《戏缘》饰 常碧云
- 2009年 电影 《坚强》饰 柳小青
- 2010年 电影 《京门九衢图》 饰 苏洁
- 2011年 电视剧 《水浒传》 饰 程婉儿
- 2011年 电影 《当流星划过天际》 饰 韦岚
- 2011年 电影 《红颜容》饰